# Ante bellum
Ante bellum  (лат. Ante bellum, [антэ бэллум], дословно — «до войны», также слитно antebellum) — период истории страны, народа или региона до некоего грандиозного события или потрясения, вызванного крупномасштабными событиями военного или политического характера (мировая война, гражданская война, революция, интервенция, острый политический кризис, переросший в военный конфликт и т. д.). В контексте термин приобретает более конкретные значения для конкретной страны. В узком смысле слова, в частности, в историографической литературе, термин наиболее часто употребляется в США для обозначения периода истории и культуры страны до Гражданской войны 1861—1865 годов.
Также этот термин применяется для обозначения периода мировой истории до Первой мировой войны (Прекрасной эпохи).

## Пояснения
Военные действия огромного размаха зачастую приводят к необратимым последствиям. После их завершения участвовавшие или так или иначе вовлечённые в них люди не всегда могут вернуться к довоенному укладу жизни. Более того, навсегда уходят в прошлое целые эпизоды довоенной жизни, многие сословия упраздняются, исчезают разнообразные реалии, предметы, целые народы, языки и культуры. В каждом конкретном контексте слово может употребляться по отношении к любому периоду истории каждого отдельно взятого народа и государства:
- Средиземноморье и Римская империя: до и после германских нашествий в ходе Великого переселения народов;
- Америка: до и после европейской колонизации;
- Квебек: до и после Франко-индейской войны и британской колонизации;
- Россия: «до революции», «до отечественной войны» (в наше время в последнем случае чаще говорят «до войны»), «до перестройки»; «до распада СССР»
- Таджикистан: до и после Гражданской войны

## США
В узком смысле термин часто используется в современной историографии, особенно для описания истории Юга США в период до Гражданской войны 1861—1865 года. Как и революция 1917 года в Российской империи, война в США нанесла удар по традиционным патриархально-консервативным ценностям Юга. В первую очередь было упразднено рабство, на котором держалось всё благосостояние плантаторов-рабовладельцев. Лишившись дешёвой рабочей силы, многие из них не могли более выращивать хлопок, а следовательно, лишились прибыли, на которую они содержали роскошные особняки в стиле неоклассицизма и фазенды (например, Виндзорский особняк на юго-востоке Миссисипи, поместья Порт-Гибсона и т. д.), покупали дорогие наряды, предметы роскоши, имели многочисленную прислугу и т. д. Многие элементы той эпохи нашли своё отражение в ностальгической эпопее «Унесённые ветром».

### Архитектура
Основные характеристики архитектуры антебеллум часто включали огромные колонны, балкон, который проходил вдоль всего внешнего края дома, чтобы создать тень и зону отдыха, равномерно расположенные большие окна и большие входы по центру и сзади дома, чтобы приблизить строение к стилю особняка. Эти особняки также часто включали в себя большие сады с геометрически обрезанными кустами, чтобы дополнить симметрию дома.
Интерьер этих домов был таким же экстравагантным. Общие черты включали огромные фойе, широкие открытые лестницы, бальные залы, большие столовые и сложные дизайнерские работы. Дизайнерская отделка включала в себя сложные формы и узоры из гипса, используемые для украшения стен и мебели. Этот же узор использовался для создания деревянных и напольных конструкций.
После Гражданской войны многие дома постепенно были преобразованы в частные школы. Сегодня большинство антебеллумов являются музеями. Эти музеи, особенно расположенные на бывших плантациях, часто пытаются показать обе стороны архитектурного стиля. Демонстрируя красоту зданий, они также рассказывают историю рабов, которые обрабатывали землю.